# Wahl des Legislativ-Yuans der Republik China (Taiwan) 2016
Die Wahl des Legislativ-Yuans der Republik China 2016 fand am 16. Januar 2016 statt. Es handelte sich um die insgesamt 9. Wahl eines Legislativ-Yuans in der Republik China auf Taiwan. Am selben Tag fand auch die Wahl des neuen Präsidenten statt. Die bis dahin oppositionelle Demokratische Fortschrittspartei (DPP) erzielte ihr bestes Wahlergebnis in der Geschichte der Republik China auf Taiwan.

## Vorgeschichte
Die Wahl erfolgte turnusgemäß, d. h. nach Ende der gesetzmäßigen vierjährigen Legislaturperiode. Die letzte Wahl fand am 14. Januar 2012 statt. Dabei erhielt die Kuomintang (KMT) 44,55 Prozent der abgegebenen Stimmen und die DPP 34,62 Prozent. Die Kuomintang hatte seither mit ihrer Mehrheit regiert. Sie stellte den Präsidenten und verfügte über die Mehrheit der Parlamentsmandate im Legislativ-Yuan. 
Während der Legislaturperiode zeigte sich in der Bevölkerung eine zunehmende Unzufriedenheit mit der Regierung. Besonders umstritten war das von vielen Taiwanern als intransparent wahrgenommene Agieren der Regierung in den Verhandlungen mit der Volksrepublik China um ein neues Wirtschafts- und Handelsabkommen. Viele fürchteten, Taiwan könne seine Selbständigkeit und seine demokratischen Errungenschaften bei einer zu engen Anbindung an die Volksrepublik allmählich verlieren und sich zu einer Art zweiten Hongkong entwickeln. Das Jahr 2014 war besonders turbulent. Protestierende Studenten hielten im Rahmen der sogenannten Sonnenblumen-Bewegung das Parlamentsgebäude des Legislativ-Yuan fast einen Monat lang besetzt. Aus der Sonnenblumen-Bewegung ging später eine neue politische Partei, die New Power Party (NPP) hervor. Ein zweiter Grund für die Unzufriedenheit war wohl, dass die Wirtschaft Taiwans nicht mehr so florierte, wie man es seit vielen Jahren gewohnt war. Das Bruttoinlandprodukt wuchs im Jahr 2015 um knapp 1 Prozent. 
Die Wirtschaftspolitik hatte lange Zeit als eine der „Kernkompetenzen“ der Kuomintang gegolten. Das Nationaleinkommen Taiwans ist ungleich verteilt, was von vielen als sozial ungerecht empfunden wird.

## Wahlrecht
Das Land ist in 73 Wahlkreise eingeteilt, in denen jeweils ein Abgeordneter nach dem einfachen Mehrheitswahlrecht gewählt wird. 6 Abgeordnete werden durch die indigene Bevölkerung Taiwans gewählt, davon 3 im Hochland und drei im Flachland. Die restlichen 34 Sitze des insgesamt 113 Sitze umfassenden Parlaments werden entsprechend dem landesweiten Stimmenanteil der Parteien über die Parteilisten aufgefüllt. Für den Einzug als Partei (nicht für Wahlkreismandate) ins Parlament gilt eine Sperrklausel von fünf Prozent.

## Wahlkampfthemen

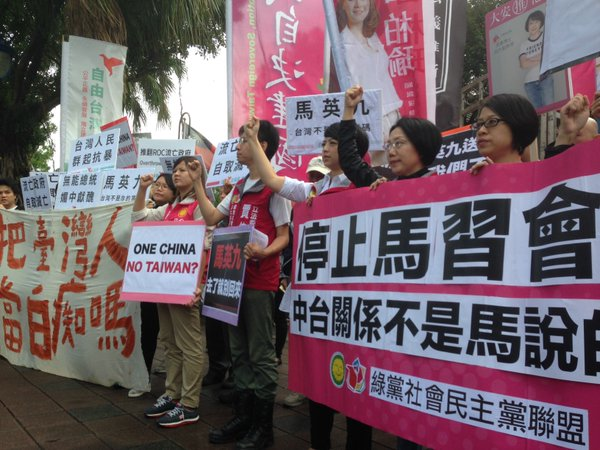
Demonstranten der Grün-sozialdemokratischen Allianz anlässlich des Treffens von Präsident Ma mit dem Präsidenten der Volksrepublik China Xi am 4. November 2015

Da die Präsidentenwahl am selben Tag stattfindet wurde der Wahlkampf für die Sitze im Legislativ-Yuan und um die Präsidentschaft parallel geführt. Die Wahlkampfthemen waren im Wesentlichen dieselben (siehe auch den entsprechenden Artikel zum Präsidentschaftswahlkampf). Hauptthema war wie immer bei Wahlen in Taiwan das Verhältnis zur Volksrepublik China. Daneben kamen auch Wirtschaftsfragen und Fragen nach einer gerechteren Einkommensverteilung zur Sprache.

## Meinungsumfragen

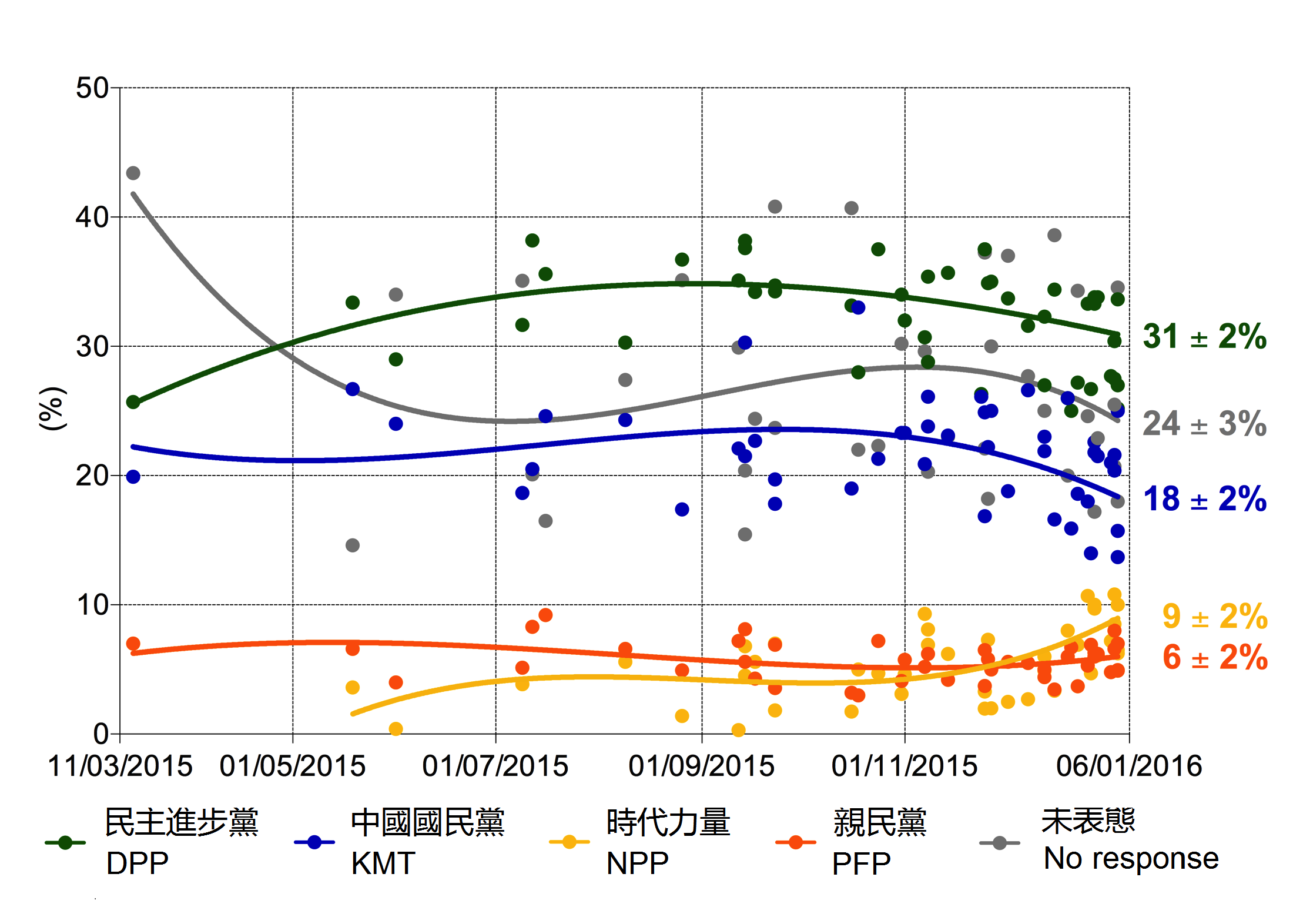
Prognosen für Stimmenanteile der Parteien im zeitlichen Verlauf seit März 2015 in grafischer Darstellung

Die folgende Tabelle zeigt die Ergebnisse von Meinungsumfragen in Bezug auf die Parteien. Die Meinungsumfragen ließen es möglich erscheinen, dass erstmals in der Geschichte der Republik China auf Taiwan die DPP die absolute Mehrheit der Mandate erringen könnte. Die DPP hatte zwar zwischen dem Jahr 2000 und 2008 das Präsidentenamt besetzt, es aber nie geschafft, auch nur annähernd die Mehrheit der Mandate im Legislativ-Yuan zu gewinnen. Den höchsten Sitzanteil hatte sie mit 39,6 % bei der Wahl 2004 gewonnen. Bei der letzten Wahl 2012 gewann sie 40 von 113 Sitzen (35,4 %). Drei weitere politische Parteien außer der KMT und DPP konnten nach den Meinungsumfragen die 5-%-Hürde überspringen: die Qinmindang, die Allianz aus der Grünen Partei Taiwans und der neu gegründeten Sozialdemokratischen Partei und die ebenfalls erst im Vorjahr gegründete New Power Party. Die Meinungsumfragen waren allerdings mit einem hohen Unsicherheitsfaktor behaftet, da etwa ein Viertel bis ein Drittel der Befragten unentschieden war, bzw. sich nicht äußerte.
| Quelle | Datum              | KMT     | DPP     | TSU    | QMD    | Xindang† | Minkuotang | New Power Party | Grün- Sozial- demokratische Koalition | Andere  | Unentschieden |
| --- | ------------------ | ------- | ------- | ------ | ------ | -------- | ---------- | --------------- | ------------------------------------- | ------- | ------------- |
| Trend | 14. März 2015      | 19,9 %  | 25,7 %  | 4,0 %  | 7,0 %  | －       | －         | －              | －                                    | －      | 43,4 %        |
| Trend | 19. Mai 2015       | 26,7 %  | 33,4 %  | 4,4 %  | 6,6 %  | 1,5 %    | 0,4 %      | 3,6 %           | Grüne: 3,3 % SD: 0,9 %                | 4,6 %   | 14,6 %        |
| TVBS | 1. Juni 2015       | 24 %    | 29 %    | 3 %    | 4 %    | 0,8      | 0,8 %      | 0,4 %           | Grüne: 1 % SD: 0,1 %                  | 2,5 %   | 34 %          |
| New Realm | 9. Juli 2015       | 18,67 % | 31,67 % | 1,61 % | 5,14 % | 1,29     | －         | 3,86 %          | Grüne: 0,80 % SD: 0,32 %              | 1,08 %  | 35,08 %       |
| Trend | 12. Juli 2015      | 20,5 %  | 38,2 %  | 3,7 %  | 8,3 %  | 0,9 %    | －         | －              | －                                    | 8,3 %   | 20,1 %        |
| Tremd | 16. Juli 2015      | 24,6 %  | 35,6 %  | 4,1 %  | 9,2 %  | 2,1 %    | －         | －              | －                                    | 7,9 %   | 16,5 %        |
| Decision | 9. August 2015     | 24,3 %  | 30,3 %  | 1,8 %  | 6,6 %  | 1,4 %    | －         | 5,6 %           | 2,6 %                                 | －      | 27,4 %        |
| Freedom Journal | 26. August 2015    | 17,38 % | 36,71 % | 1,39 % | 4,93 % | －       | 0,28 %     | 1,3 %           | 0,46 %                                | 2,42 %  | 35,13 %       |
| Taiwan index | 12. September 2015 | 22,1 %  | 35,1 %  | 1,9 %  | 7,2 %  | 0,1      | 0,0 %      | 0,3 %           | Grüne: 1,3 % SD: 0,1 %                | 2,1 %   | 29,9 %        |
| Trend | 14. September 2015 | 21,5 %  | 37,6 %  | 4,1 %  | 5,6 %  | –        | 0,8 %      | 6,8 %           | 1,8 %                                 | 1,4 %   | 20,4 %        |
| Trend | 17. September 2015 | 22,7 %  | 34,2 %  | 3,7 %  | 4,3 %  | –        | 0,7 %      | 5,6 %           | 2,3 %                                 | 2,1 %   | 24,4 %        |
| Trend | 23. September 2015 | 19,7 %  | 34,7 %  | 3,4 %  | 6,9 %  | –        | 0,5 %      | 7,0 %           | 1,7 %                                 | 2,4 %   | 23,7 %        |
| Freedom Journal | 16. Oktober 2015   | 19,01 % | 33,17 % | 1,65 % | 3,2 %  | –        | 0,39 %     | 1,75 %          | 0,10 %                                | －      | 40,71 %       |
| TVBS | 18. Oktober 2015   | 33 %    | 28 %    | 3 %    | 3 %    | –        | 2 %        | 5 %             | 2 %                                   | 2 %     | 22 %          |
| Trend | 24. Oktober 2015   | 21,3 %  | 37,5 %  | 3,0 %  | 7,2 %  | 0,2 %    | 0,6 %      | 4,7 %           | 2,4 %                                 | 0,8 %   | 22,3 %        |
| Shih Hsin University | 31. Oktober 2015   | 23,3 %  | 34 %    | 2,3 %  | 4,1 %  | 0,7 %    | 0,5 %      | 3,1 %           | －                                    | 1,8 %†† | 30,2 %        |
| TVBS | 13. Dezember 2015  | 23 %    | 27 %    | 2 %    | 5 %    | －       | 2 %        | 6 %             | 3 %                                   | 3 %     | 25 %          |
| Anmerkungen:： † Xindang: Die Xindang zog alle ihre Kandidaten zurück und rief zur Wahl der Kuomintang auf, †† NPSU 1,8 % |                    |         |         |        |        |          |            |                 |                                       |         |               |

## Ergebnisse
Die Wahlbeteiligung betrug 66,25 %. Von den 18.786.940 Wahlberechtigten gaben 12.447.036 ihre Stimme ab, wobei 256.897 Stimmen ungültig waren.

### Ergebnisse landesweit
Vier Parteien überwanden die 5-%-Sperrklausel: DPP, Kuomintang, Qinmindang und New Power Party. Es wurden Abgeordnete für 34 der Parlamentssitze gewählt.

Mehrheiten nach Gemeinden in der landesweiten Proportionalwahl

| Rang | Partei                                             | Stimmen   | Prozent | Sitze |
| ---- | -------------------------------------------------- | --------- | ------- | ----- |
| 1    | Demokratische Fortschrittspartei                   | 5.370.953 | 44,06   | 18    |
| 4    | New Power Party                                    | 744.315   | 6,11    | 2     |
| 6    | Grün-Sozialdemokratische Allianz                   | 308.106   | 2,53    | –     |
| 7    | Taiwanische Solidaritätsunion                      | 305.675   | 2,51    | –     |
| 15   | Freies-Taiwan-Partei                               | 47.988    | 0,39    | –     |
| 17   | Taiwan-Unabhängigkeitspartei                       | 27.496    | 0,23    | –     |
| 18   | Verfassungsversammlungen von Taiwan                | 15.442    | 0,13    | –     |
|      | Pan-grüne Koalition (泛綠陣營)                     | 6.819.975 | 55,95   | 20    |
| 2    | Kuomintang                                         | 3.280.949 | 26,91   | 11    |
| 3    | Qinmindang                                         | 794.838   | 6,52    | 3     |
| 5    | Xindang                                            | 510.074   | 4,18    | –     |
| 9    | Minkuotang                                         | 197.627   | 1,62    | –     |
| 11   | Unparteiische Solidaritätsunion                    | 77.672    | 0,64    | –     |
| 13   | Vereinigungspartei                                 | 56.347    | 0,46    | –     |
|      | Pan-blaue Koalition (泛藍陣營)                     | 4.917.507 | 40,34   | 14    |
| 8    | Liga des Glaubens und der Hoffnung                 | 206.629   | 1,70    | –     |
| 10   | Allianz der Militärangehörigen, Beamten und Lehrer | 87.213    | 0,72    | –     |
| 12   | Baum-Partei                                        | 77.174    | 0,63    | –     |
| 14   | Allianz für das nationale Gesundheitssystem        | 51.024    | 0,42    | –     |
| 16   | Friedenstauben-Unionspartei                        | 30.617    | 0,25    | –     |

1. ↑  台灣獨立黨, 2015 gegründet; nicht identisch mit der 1996 gegründeten TAIP

### Ergebnisse in den Wahlkreisen

Wahlergebnisse in den Wahlkreisen

Wahlkreisergebnisse in hexagonaler Darstellung:

In den 73 Wahlkreisen wurde je ein Abgeordneter gewählt.
| Partei | Partei                           | Gewonnene Wahlkreise | in Prozent aller Wahlkreise |
| ------ | -------------------------------- | -------------------- | --------------------------- |
|        | Demokratische Fortschrittspartei | 49                   | 067,12                      |
|        | Kuomintang                       | 20                   | 027,40                      |
|        | New Power Party                  | 03                   | 004,11                      |
|        | Parteilos                        | 01                   | 001,37                      |
| Gesamt | Gesamt                           | 73                   | 100,00                      |

### Durch die taiwanischen Ureinwohner gewählte Abgeordnete
Die taiwanischen Ureinwohner wählten insgesamt 6 Abgeordnete.
| Partei | Partei                           | Ureinwohner  | Ureinwohner |
| Partei | Partei                           | im Flachland | im Bergland |
| ------ | -------------------------------- | ------------ | ----------- |
|        | Kuomintang                       | 2            | 2           |
|        | Demokratische Fortschrittspartei | 1            | –           |
|        | Unparteiische Solidaritätsunion  | –            | 1           |
| Gesamt | Gesamt                           | 3            | 3           |

## Zusammensetzung des neu gewählten Legislativ-Yuan
| Parteiname | Parteiname                       | Kürzel | Sitze | Sitze in % |
| ---------- | -------------------------------- | ------ | ----- | ---------- |
|            | Demokratische Fortschrittspartei | DPP    | 068   | 060,18     |
|            | Kuomintang                       | KMT    | 035   | 030,97     |
|            | New Power Party                  | NPP    | 005   | 004,42     |
|            | Qinmindang                       | PFP    | 003   | 002,65     |
|            | Unparteiische Solidaritätsunion  | NPSU   | 001   | 000,88     |
|            | Parteilos                        | –      | 001   | 000,88     |
| Gesamt     | Gesamt                           | Gesamt | 113   | 100,00     |

Zusammensetzung des neu gewählten Legislativ-Yuans

Von den 113 Abgeordneten sind 70 Männer und 43 (38 %) Frauen. Das Durchschnittsalter der Abgeordneten beträgt knapp 50 Jahre. Hinsichtlich ihrer höchsten Bildungsabschlüsse haben 20 promoviert, 58 haben den Grad eines Master und 23 den eines Bachelors, die restlichen 12 haben andere Abschlüsse.

## Beurteilung
Das Wahlergebnis war in mehrfacher Hinsicht bemerkenswert. Die DPP erzielte ihr bestes Wahlergebnis seit ihrer Gründung bei Wahlen in Taiwan. Sie erreichte erstmals die absolute Mehrheit der Mandate im Legislativ-Yuan. Damit ist auch zum ersten Mal die Situation eingetreten, dass eine oder mehrere Parteien, die prinzipiell die vollständige Unabhängigkeit Taiwans unter Aufgabe des Ziels der „Wiedervereinigung Chinas“ befürworten, die Mehrheit im Parlament haben. Auf der anderen Seite erzielte die Kuomintang ihr schlechtestes Wahlergebnis seit Bestehen der Republik China auf Taiwan. Als neue politische Partei etablierte sich die New Power Party (NPP) als drittstärkste Kraft im Legislativ-Yuan. Einer ihrer gewählten 5 Abgeordneten, der Rechtsanwalt Huang Kuo-chang meinte nach dem Erfolg, dass die NPP „die Prinzipien der Sonnenblumen-Bewegung nicht vergessen und keine Kompromisse eingehen werde“. Die Qinmindang von James Soong, die von verschiedenen politischen Beobachtern schon fast totgesagt worden war (nach verschiedenen Wahlniederlagen wollte sich Soong in der Vergangenheit bereits vollständig aus der Politik zurückziehen), schnitt mit 6,5 % der Stimmen überraschend gut ab und gewann damit 3 Mandate. Alle anderen Parteien blieben unter der 5-%-Schwelle. Ein unabhängiger Kandidat wurde direkt über den Wahlkreis in den Legislativ-Yuan gewählt und eine Kandidatin der Unparteiischen Solidaritätsunion (NPSU) gewann einen der 6 für die taiwanischen Ureinwohner reservierten Sitze.